# ボリショイサーカス
ボリショイサーカスは、ロシアのサーカスが日本等で公演する際に名乗る一種の「ブランド名」である。「ボリショイ」（большой / bol'shoyi）とはロシア語で「大きい、大変な」という形容詞で、「ボリショイサーカス」とはすなわち「大サーカス」という意味である。そもそもロシアには幾つものサーカス団があり、それぞれ由緒ある名前をもっているのだが、海外ではその知名度が低いため「ボリショイサーカス」という分かりやすく凄そうな名前を名乗る（当該サーカス団の意向とは関係なく、現地興行主が勝手にそのような名前を付けて宣伝することもあった）慣習ができたとされる。のちにその慣習が本国に「逆輸入」される形で、ロシア国内でも既存のサーカス団の中から「ボリショイ」を冠する団も現れている。
日本への初来日公演は1958年(昭和33年)のことで、興行師の神彰が招聘した。日本での興行は細々と続いていたが、誘致・運営を行っていたサーカス・インターナショナル・アーツ（株）（旧商号・ボリショイサーカス・インターナショナル（株））は2024年2月7日、東京地裁から破産手続き開始決定を受けた。
現在、ロシアでは次の「ボリショイサーカス」を見ることができる。なお、前述した経緯によって出現する「ボリショイサーカス」と、以下の各団との間には直接的な関係はない。
- ボリショイ・モスクワ国立サーカス（Большой Московский государственный цирк）
- ボリショイ・サンクトペテルブルク国立サーカス（Большой Санкт-Петербургский государственный цирк）